# ألكسندرا مارينيسكو
ألكسندرا مارينيسكو (بالرومانية: Alexandra Marinescu)‏ هي لاعبة جمباز فني رومانية ولدت في يوم 19 مارس 1982 في بوخارست. أبرز إنجازاتها هو فوزها بالميدالية البرونزية في مسابقة الفرق في دورة الألعاب الأولمبية الصيفية 1996 في أتالانتا. فازت أيضاً بميداليتين ذهبيتين بمسابقة الفرق وميدالية فضية بمسابقة منصة التوازن في بطولة العالم.